# Arensberg

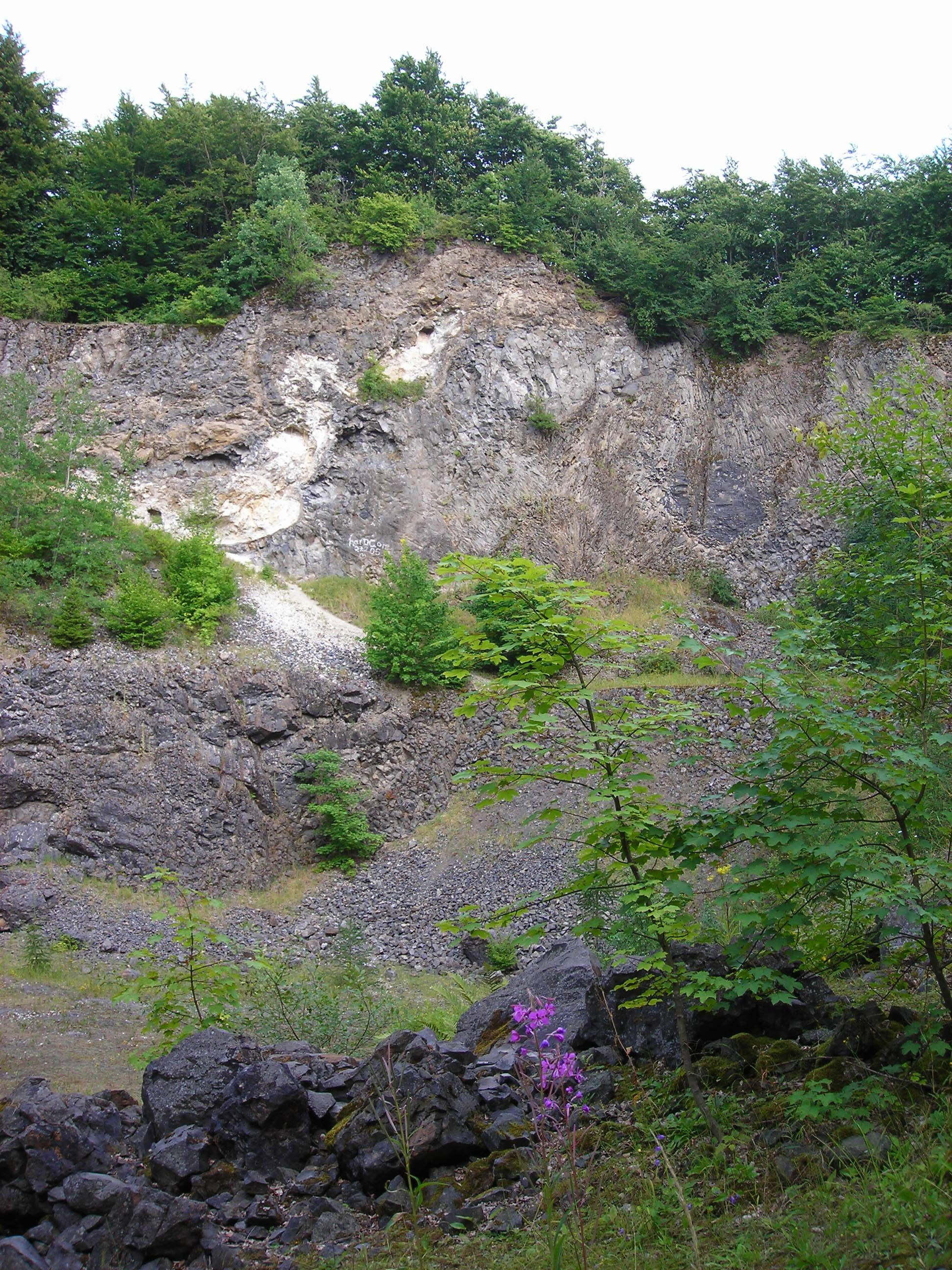
Innere Ostwand des Steinbruchs in tertiärem Vulkanschlot mit verschiedenen Gesteinsschichten und Ablagerungen

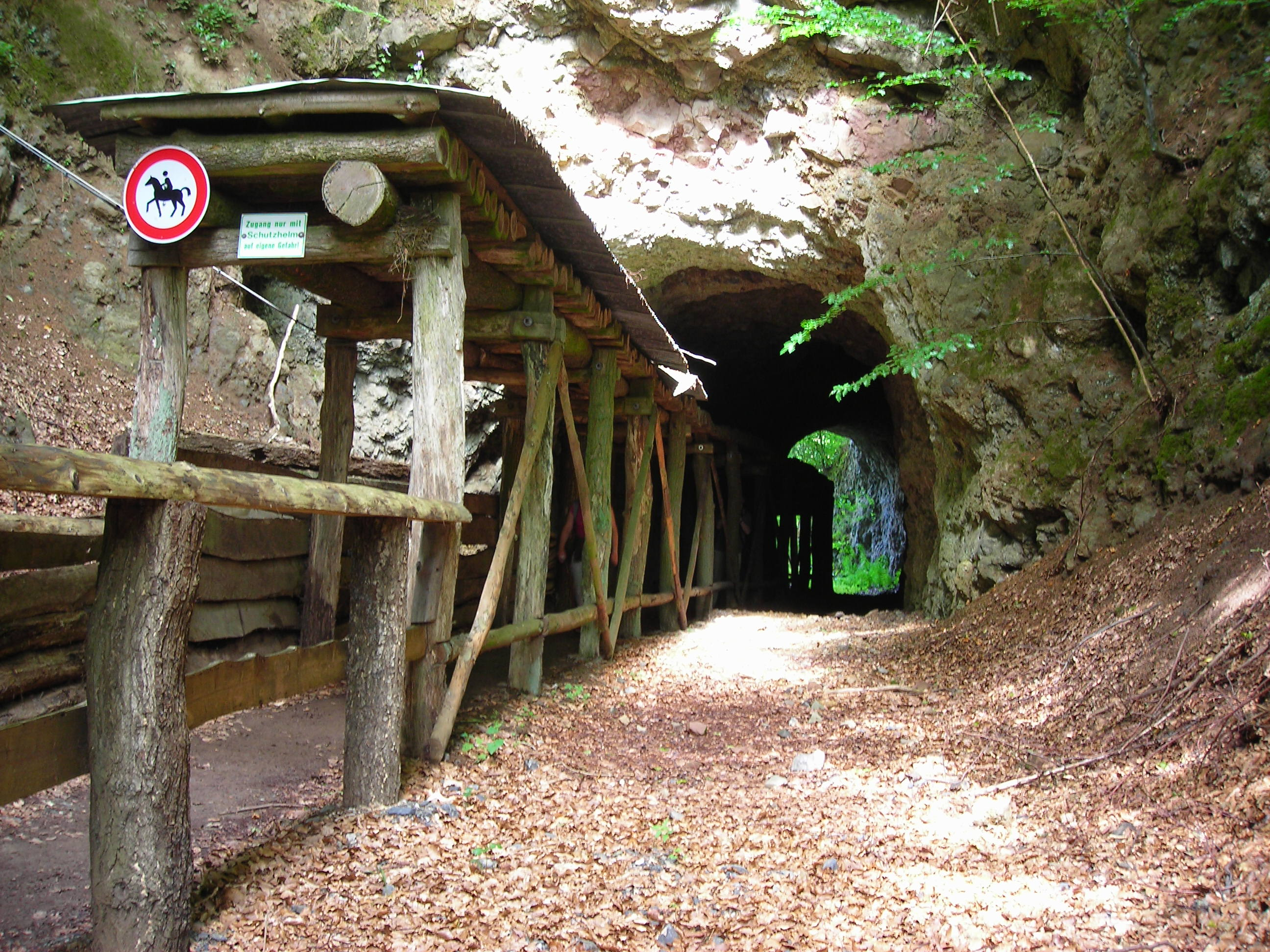
Tunnel zum ehemaligen Steinbruch

Der Arensberg, auch Arnulphusberg genannt, ist ein 561,3 m ü. NHN hoher Berg der Vulkaneifel. Der einstige Vulkan liegt bei Zilsdorf im rheinland-pfälzischen Landkreis Vulkaneifel.

## Geographie

### Lage
Der Arensberg erhebt sich im Naturpark Vulkaneifel. Sein Gipfel liegt im Gemeindegebiet von Walsdorf. Dessen Kernort befindet sich 1,8 km südwestlich. Der Walsdorfer Ortsteil Zilsdorf, zu dessen Gemarkung der Gipfel gehört, liegt 1,2 km südöstlich. Östlich vorbei am Arensberg fließt der Altstraßbach und westlich der im Südwesten durch den Mauerbach gespeiste Walsdorfer Bach, die sich nördlich vom Berg zum Felschbach vereinen. Dessen Wasser erreicht durch den Niedereher Bach den Ahbach.

### Naturräumliche Zuordnung
Der Arensberg gehört in der naturräumlichen Haupteinheitengruppe Osteifel (Nr. 27), in der Haupteinheit Kalkeifel (276) und in der Untereinheit Nördliche Vulkaneifel (276.8) zum Naturraum Dockweiler Vulkaneifel (276.81). Nach Norden leitet die Landschaft in den Naturraum Hillesheimer Kalkmulde (276.71) über, der zur Untereinheit Ahrdorf-Hillesheimer Kalkmulden (276.7) zählt.

### Berghöhe
Der Arensberg ist 561,3 m hoch. Sein Gipfel liegt am Westrand des einstigen Steinbruchs; etwa 50 m nordnordöstlich davon ist auf topographischen Karten eine 561,2 m hohe Stelle zu finden. Große Teile der Kuppe des einst 590 m hohen Berges wurden durch Basaltabbau abgetragen.

## Geologie und Steinbruch
Der Arensberg ist entstanden als basaltische Intrusion in die Gesteine der Schlotfüllung (Diatrem) eines ehemaligen Maars, das selbst vollständig durch Erosion abgetragen wurde. Der ehemalige Vulkan durchschlug die Gesteine der devonischen Hillesheimer Kalkmulde und ist auf drei Seiten umgeben von weichem, leicht verwitterbaren Kalkmergel, aus dem der ehemals markant kegelförmige Berg durch Erosion als Basaltkegel herauspräpariert wurde, die durch Erosion fehlende Höhe wurde auf 30 bis 50 Meter oberhalb der Bergkuppe abgeschätzt. Die Diatremfazies, als Tuff bezeichnet, ist ebenso wie der Basalt gekennzeichnet durch zahlreiche Blöcke von Fremdgestein (Xenolithe), darunter neben Kalk (mit in den Xenolithen noch erkenn- und bestimmbaren Fossileinschlüssen) auch Sandsteine des Buntsandstein, die heute erst in fünf Kilometer Entfernung noch anstehen. Zur Zeit der Maarentstehung war also die hiesige Landschaft noch von Buntsandstein bedeckt. Die Tuffe erreichen etwa 50 Meter Mächtigkeit. In den Tuff des Maarvulkans ist zu einem späteren Zeitpunkt eine Basaltintrusion eingedrungen. Die Intrusion erweitert sich nach oben hin trichterförmig. Tuff und Basalt zusammen bedeckten vor dem Abbau eine Fläche von etwa 200 mal 250 Meter.
Bei der Bearbeitung in den 1960er Jahren wurden im damals noch in Betrieb befindlichen Steinbruch Basalte aus zwei getrennten Förderphasen unterschieden. Für diese liegen radiometrische Altersbestimmungen von 23,9 bzw. 32,2 Millionen Jahren vor. Gottfried Hofbauer bezweifelt nach dem heutigen Bild im stillgelegten Steinbruch, dass es sich tatsächlich um zwei Phasen handelte, morphologischen Hinweise darauf lägen nicht vor. Das Gestein wurde als Nephelin-Basanit bestimmt, es handelt sich also um ein an Silicium armes, sehr basisches Gestein, in dem die Feldspate teilweise durch Foide ersetzt worden sind.
In der Neuzeit wurde der vorher bewaldete Berg als Steinbruch genutzt. Dieser wurde nach Erschöpfung der nutzbaren Basaltvorräte stillgelegt. Während des Abbaus wurden Funde aus römischer und mittelalterlicher Zeit entdeckt. Man kann bis heute durch einen kurzen Tunnel das Innere des Steinbruchs betreten, der im ehemaligen Schlot des Vulkans liegt.

## Schutzgebiete
Auf der Süd- bis Südwestflanke des Arensbergs liegen die Naturschutzgebiete Am Berg bei Walsdorf (CDDA-Nr. 162142; 1988 ausgewiesen; 1,02 ha groß), Ans Enden bei Walsdorf (CDDA-Nr. 162225; 1988; 1,81 ha) und Auf Klein-Pamet bei Walsdorf (CDDA-Nr. 318141; 1988; 1,32 ha). Auf dem Berg befinden sich Teile des Fauna-Flora-Habitat-Gebiets Gerolsteiner Kalkeifel (FFH-Nr. 5706-303; 84,08 km²) und des Vogelschutzgebiets Vulkaneifel (VSG-Nr. 5706-401; 11,25 km²).

## Arnolphuskirche
Seit dem 12. Jahrhundert stand auf dem Arensberg die Wallfahrtskirche Arnolphuskirche. Es war ehemals die dem heiligen Arnulf von Metz geweihte Pfarrkirche der Dörfer Walsdorf und Gilsdorf. Eine Kirche, über die die Reichsabtei St. Maximin in Trier Patronatsrechte hatte, ist seit dem 12. Jahrhundert bezeugt, aber möglicherweise älter. Aufgrund der von einem Lehrer beim Steinbruchbetrieb gefundenen, überwiegend spätantiken Fundstücken vom Berg wird eine heidnische Kultstätte vermutet, die durch die christliche Kirche ersetzt worden sei. Sie wurde im Jahr 1822 abgerissen und teilweise als Baumaterial für die neue Walsdorfer Pfarrkirche genutzt. Reste der Kreuzweg-Stationen existieren noch heute. Um die Kirche befand sich ein Friedhof,  Zur Erinnerung an die Kirche wurde 1988 eine kleine Kapelle am Weg zum Steinbruch errichtet.

## Burg Spiegelberg
Nordwestlich der Kirche auf der ehemaligen Kuppe waren bis in die 1920er Jahre Mauerreste einer mittelalterlichen Burg zu erkennen, diese wurden beim Basaltabbau zwischen 1927 und 1929 zerstört. Beim Abbau wurden mehrere zusammenhanglose Bruchsteinmauern und die Fundamente eines Turms freigelegt. Nach Tonscherben, eisernen Armbrustbolzen und einer Münze Karls des Kühnen kann das Mauerwerk ins späte Mittelalter datiert werden. Es handelt sich um die Reste der urkundlich erwähnten Burg Spiegelberg. Der Name wird als Ableitung von lateinisch specula, hier in der Bedeutung von Warte, gedeutet. Spiegelberg, auch Arnolfesberc, ist etwa in einer Urkunde des Kaisers Heinrich II. 1023 erwähnt, in dem dieser Güter von der Abtei St.Maximin erhält.

## Verkehr und Wandern
Südlich führt zwischen Walsdorf im Westen und Zilsdorf im Osten die Bundesstraße 421 vorbei. Von dieser zweigt direkt nordwestlich von Walsdorf die etwa nordostwärts nach Kerpen verlaufende Kreisstraße 59 ab. Auch die Deutsche Vulkanstraße und der GEO-PFAD der Verbandsgemeinde Hillesheim tangieren den Arensberg; von diesem Wanderweg verläuft ein Abzweig zu dem Tunnel, durch den der hiesige aufgegebene Steinbruch zu erreichen ist.